# Plaça de la Reina
|  | No s'ha de confondre amb carrer de la Reina. |

Plaça de la Reina és una plaça de la Ciutat Vella de València, situada entre el carrer de la Pau, el carrer de Sant Vicent i la Seu, que hi té la seua entrada principal. Hi fita també el carrer de la Corretgeria.

## Nom
La Plaça de la Reina està dedicada a la reina Maria de la Mercè d'Orleans, breu esposa del rei Alfons XII. Durant la Segona República (1931-1939), aquesta plaça rebé el nom de Francesc de Vinatea.

## Característiques
Fins a la seua reforma, la plaça estava formada per un passeig central per a vianants, amb uns bancs i zones de gespa, envoltat per una carretera que feien de cercle. Desde la reforma la major part de la plaça és peatonal i l'entrada al garatge s'ha traslladat a un costat amb entrada des del carrer de la Pau i eixida cap al carrer del Mar. L'espai que ocupaven els caragols d'entrada al garatge són ara una zona ajardinada amb estructures metal•liques amb aspersors d'aigua. A la plaça hi han escultures homenatjant les víctimes del terrorisme i a Rafael Guastavino. A més hi han jocs interactius. Al fons de la plaça hi ha la catedral.
A la plaça hi ha una sèrie de comerços, en general d'aliments, entre els quals destaca la Xocolateria Valor. Molt a prop de la plaça es troba l'església de Santa Caterina. Hi ha un aparcament públic soterrani.
A més, la plaça constitueix la referència per numerar els edificis de la ciutat de València, i no la Plaça de l'Ajuntament. S'hi troba, a més, el quilòmetre zero de les carreteres radials de València, competència de la Generalitat Valenciana.

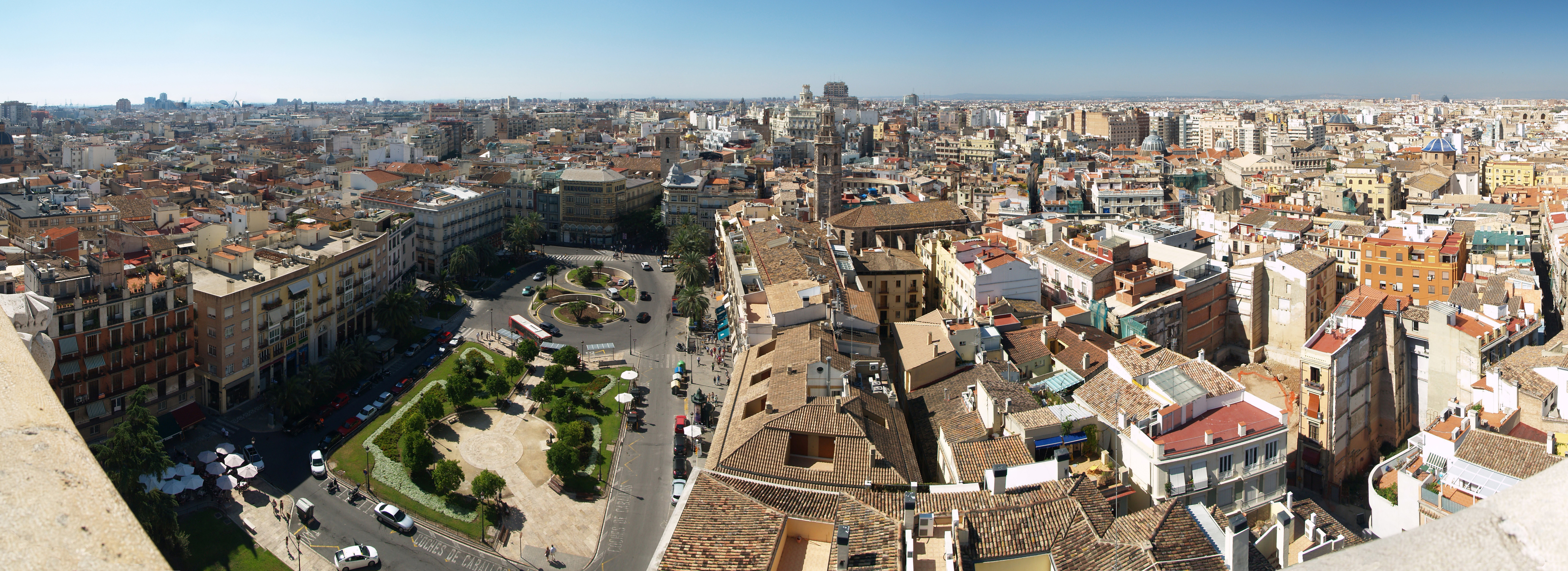
Vista panoràmica de la plaça des del Micalet.

## Història
Amb la idea de disposar d'una plaça Major en la ciutat, la plaça es va crear l'any 1878 a conseqüència de l'enderrocament del grup de cases que tenia forma triangular, i que formaven l'antic carrer Saragossa. El 23 de gener de 1878, dia de les noces dels reis, l'Ajuntament de València, entre altres actes, va començar l'enderrocament d'aquestes illes de cases. Ho va fer l'alcalde accidental, el Marqués del Tremolar, empunyant una piqueta de plata i col·locant diverses plaques commemoratives recordant l'acte i les noces del rei Alfons XII.
L'any 1930 es va instal·lar a la plaça el primer semàfor de la ciutat de València, que era accionat a mà pel primer guàrdia urbà que tingué la ciutat.
Al llarg del segle xx han existit diversos projectes de reforma de la plaça, però malgrat això la seua transformació urbanística no respon a una planificació ordenada. Actualment, la plaça de la Reina és un dels espais públics de la ciutat que més controvèrsia genera pel que fa a la seua ordenació urbanística.

## Comunicacions
La Plaça de la Reina es troba ben comunicada amb la resta de la ciutat per la gran quantitat d'autobusos de línia EMT València que tenen la seua parada al centre de la plaça. A més, enllaça amb el carrer Sant Vicent i amb la plaça de l'Ajuntament, que són enclavaments molt importants de comunicació de la ciutat.

## Galeria d'imatges

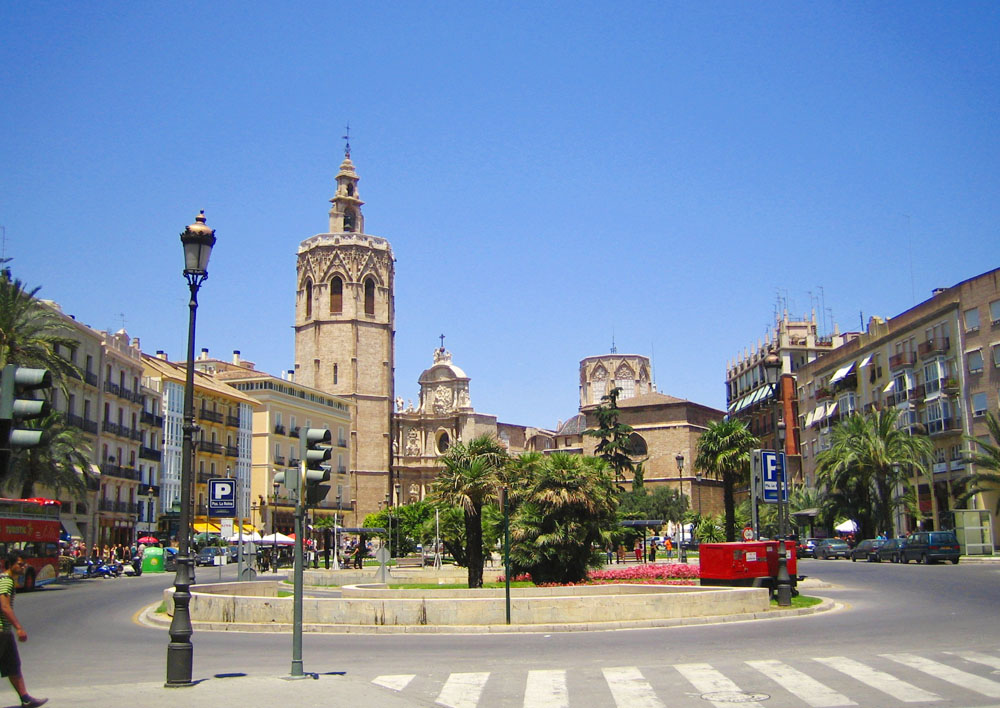
Vista general de la plaça
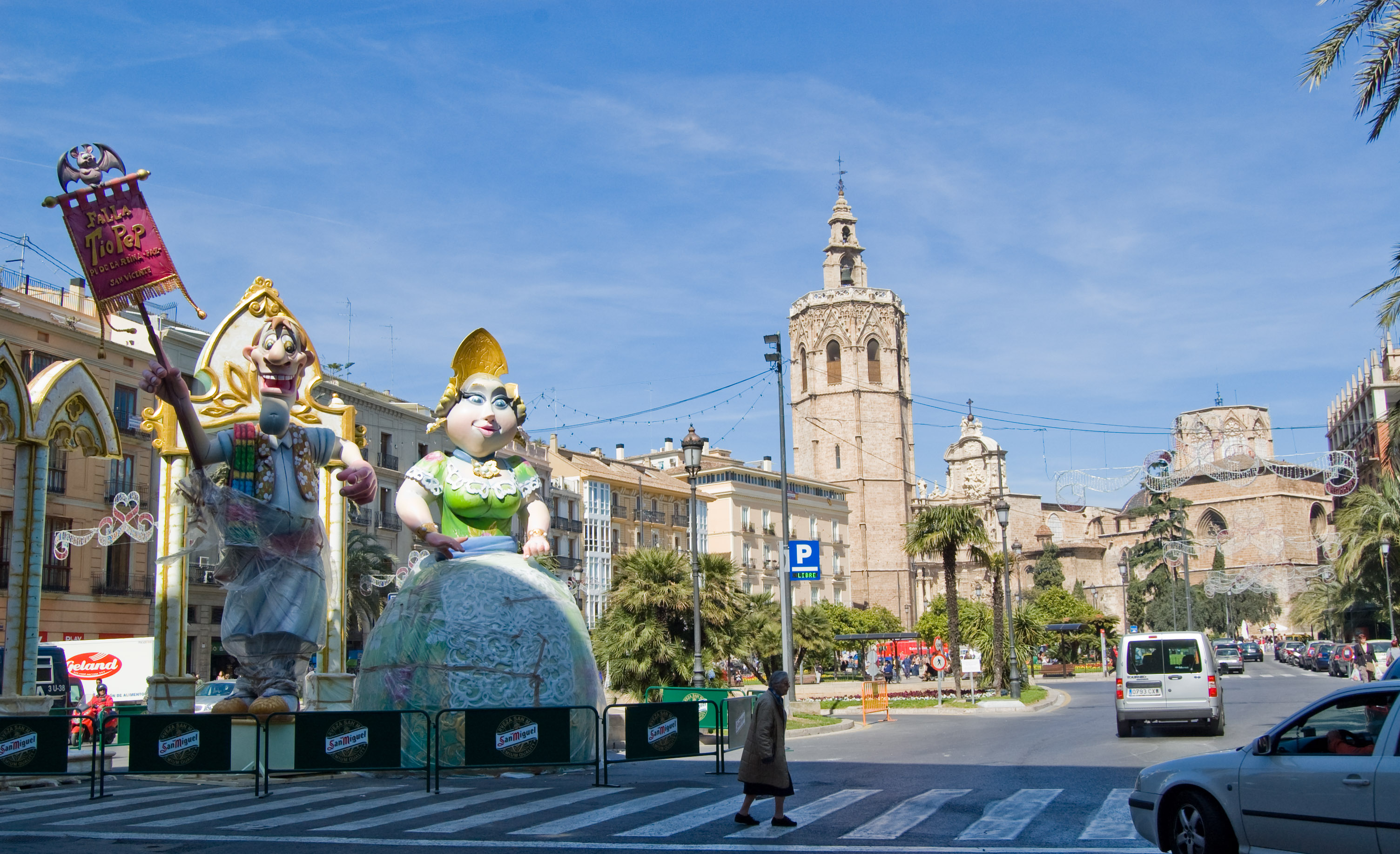
Plantà d'una falla a la plaça
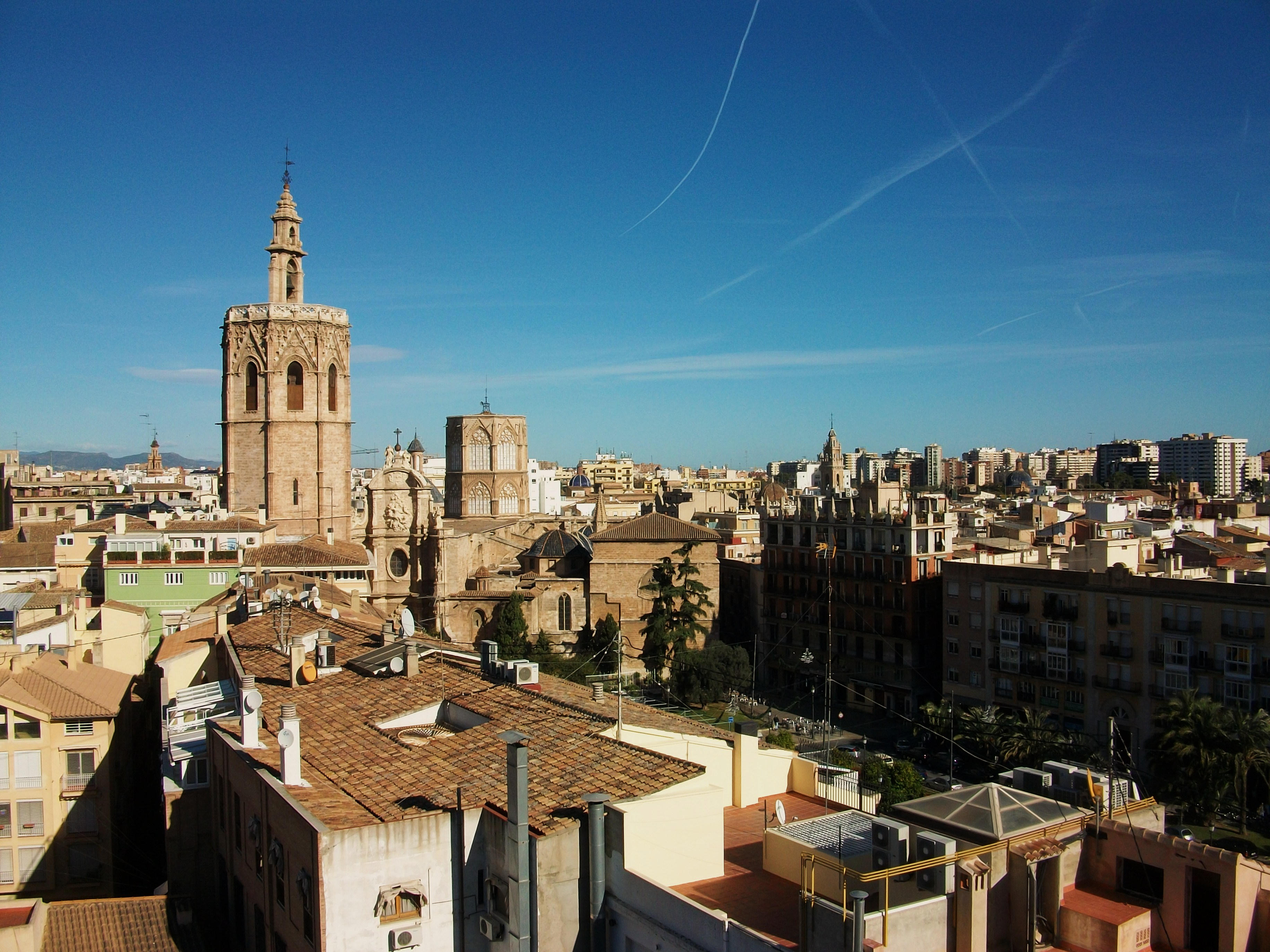
Vista de la plaça i de la Catedral des de la torre de Santa Caterina
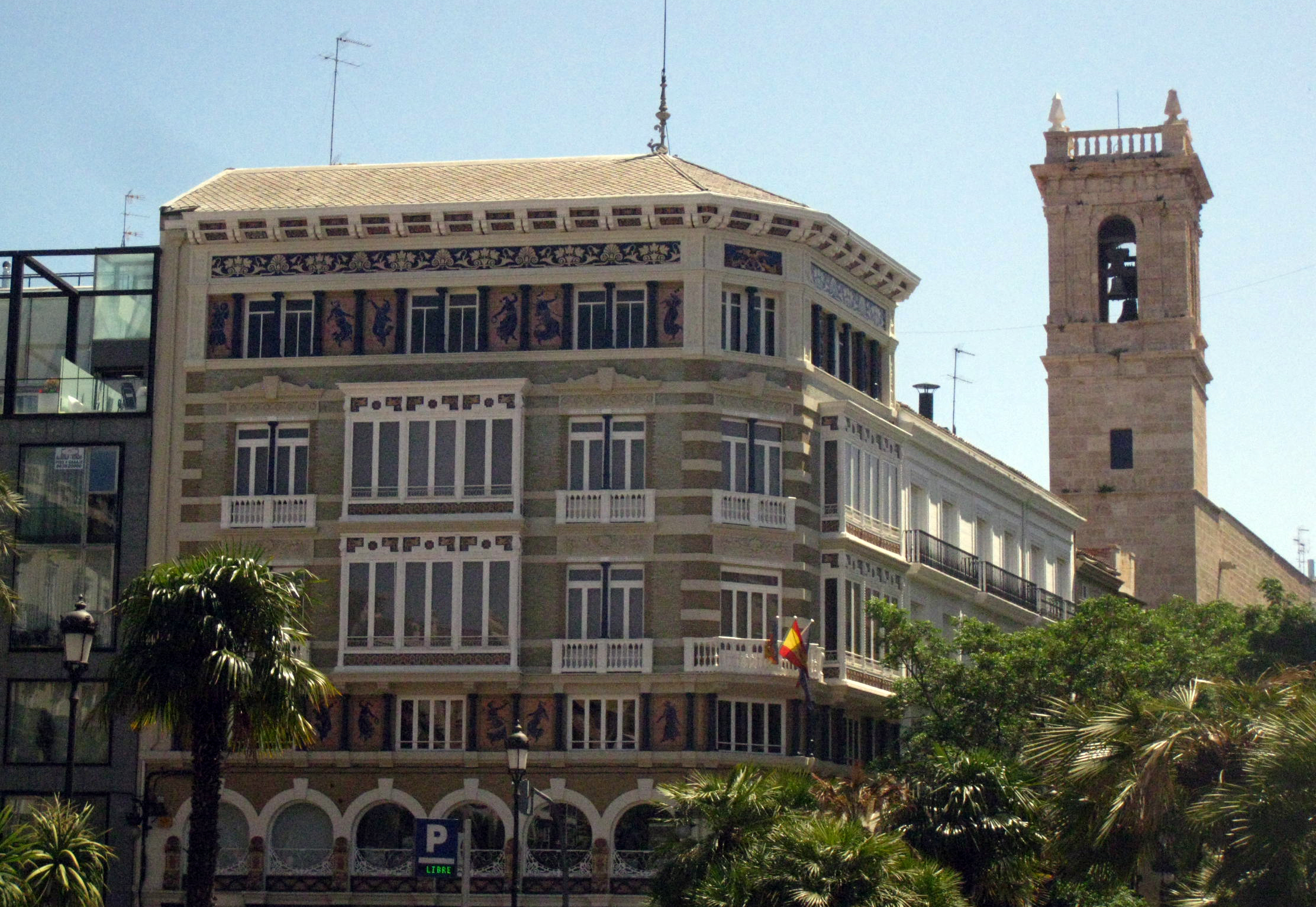
Edifici La Isla de Cuba i campanar de Sant Martí, a l'eixida del carrer Sant Vicent